# ألكساندر الهالسي
ألكساندر الهالسي حاصل على وسام الرهبان الصغار (أيضًا هالينسيس، ألينسيس، هاليسيوس، أليسيوس، /əˈliːsiəs/; حوالي 1185-21 أغسطس 1245)، يدعى أيضًا الدكتور إيريفراجيبيليس (من قِبل ألكسندر الرابع في كتاب بول دي فونتيبوس باراديسي) وثيولوجورم مونارتشا، وكان فيلسوفًا وعالم لاهوتٍ مهمًا في تطوير الفلسفة المدرسية والمدرسة الفرنسيسكانية.

## حياته
وُلد ألكساندر في هالس، في شروبشاير (اسمها اليوم هاليسوين، ويست مدلاندز)، في إنجلترا، بين عامي 1180 و1186. جاء من عائلة ريفية ثرية إلى حد ما. دَرس في جامعة باريس وأصبح أستاذًا في الفنون قبل عام 1210. بدأ بقراءة اللاهوت عام 1212 أو 1213، وحصل على شهادة الماجستير عام 1220 أو 1221. قدَّم كتاب الجُمل لبيتر لومبارد كالكتاب الأساسي لدراسة اللاهوت. خلال إضراب الجامعة عام 1229، شارك أليكساندر في بعثة إلى روما لمناقشة موقع أرسطو في المنهج الدراسي. بعد عقده وقفًا كنسيًا في هولبورن (قبل 1229) وشريعة القديس بولس في لندن (1226-1229)، زار إنجلترا عام 1230 واستلم منصب الكاهن ورئيس الشمامسة في كونفينتري وليتشفيلد، وهي أبرشيته الأم. درَّس في باريس في السنة الدراسية 1232-1233، ولكنه عُيِّن في وفد ملك إنجلترا هنري الثالث عام 1235، إلى جانب سيمون لانغتون وفولك باسيت للتفاوض على تجديد السلام بين إنجلترا وفرنسا.
قام ألكساندر بخطوة مفاجئة بدخوله الرهبنة الفرنسيسكانية بعمر 50 عامًا في عام 1236 أو 1237، وأصبح بذلك أول راهب فرنسيسكاني يشغل منصبًا في جامعة. أصبحت مناصبه العقائدية نقطة البداية للمدرسة الفرنسيسكانية للاهوت. استمر في التدريس وفي تمثيل الجامعة، وشارك في مجمع ليون الأول في شتاء عام 1245.
أصيب ألكساندر بالمرض بعد عودته إلى باريس، ربما بسبب وباء اجتاح المدينة. سلّم منصبه قبل وفاته بفترة قصيرة إلى جون الروبيلي، ما جعلها سابقة بأن يُشغل هذا المنصب من قبل شخص فرنسيسكاني. تُوفي ألكساندر في باريس في 21 أغسطس 1245.
كان لألكساندر تلامذة عديدون، كأول فرانسيسكي يشغل منصبًا في جامعة باريس. أُطلق عليه لقب دكتور إيريفراجيبيليس (المعلم الذي لا يمكن دحضه) ودكتور دوكتروم (معلم المعلمين). يشير اللقب الأخير بشكل خاص إلى دوره في إعداد العديد من الفرنسيسكانيين الذين أصبحوا لاحقًا مفكرين مؤثرين في الكلية، ومن بينهم بونافنتورا، وجون الروبيلي، وأودو ريغالدوس، ووليام ميدلتون، وريتشارد روفوس من كورنوال. أشار بونافنتورا إلى أليكساندر على أنه «والده ومعلمه» وتمنى «السير على خطاه»، بالرغم من أنه لم يكن تحت إشراف ألكساندر بشكل مباشر.

## أعماله
يُعرف ألكساندر بعكسه لأعمال عدة مفكرين من العصور الوسطى، وبالأخص أعمال القديس أنسيلم والقديس أغسطينوس. ويُعرف أيضًا باقتباسه لمفكرين مثل القديس برنارد وريتشارد من سينت فيكتور. يختلف عن أولئك الذين من نفس أسلوبه؛ لأنه معروف بعكسه لاهتماماته الخاصة واهتمامات جيله. عند استخدامه لأعمال مؤلفاته، لا يراجع ألكساندر منطقهم فحسب، بل يقدم لهم استنتاجاتٍ أيضًا، ويتوسع فيهم، ويُبين اتفاقه واختلافه معهم. كان أيضًا مختلفًا في أنه يناشد شخصيات ما قبل اللومبارديين، واستعماله لأنسلم من كانتربري وبرنارد من كليرفو، الذين لم يستشهَد بأعمالهم بشكل متكرر من قبل مُدرسي القرن الثاني عشر الآخرين. يقتبس إلكساندر من أرسطو بشكل متكرر في أعماله. كان ألكساندر معجبًا التسلسل الهرمي لديونيسيان الكاذب للملائكة وكيف يمكن فهم طبيعتهم، على افتراض ميتافيزيقيا أرسطو.
من بين المعتقدات التي طُوِّرت خصيصًا -إن جاز التعبير- التي رَسخها ألكساندر هالس، هي خزينة الميزات النافلة و الشخصية المقدسة للمعمودية، وسر الميرون، والرتب الكهنوتية. كتبت تلك العقيدة بواسطة أوغسطينوس قبل وقت طويل وحددت في النهاية على أنها دوغماتية بواسطة مجمع ترنت. طرح أيضًا سؤالًا مهمًا حول سبب التجسد: هل كان المسيح ليتجسد لو لم يرتكب البشر الخطايا؟ أصبح السؤال في النهاية نقطة محورية لمشكلة فلسفية (نظرية العوالم المحتملة) وموضوعًا لاهوتيًا عن التمييز بين إله القوة المطلقة (potentia absoluta) وقوته المحددة (potentia ordinata).

### ملخص أصول الدين
كان قد كتب ملخصًا/شرحًا لكتب بيتر لومبارد الأربعة بعنوان الجُمل. التي كشفت اللاهوت الثالوثي لليونانيين. كان هذا أهم كتابٍ لألكساندر، وكان الأول من نوعه في أسلوبه. بينما من الشائع للمؤرخين القول بأن ألكساندر كان أول من كتب شرحًا على كتاب الجُمل لبير لومبارد، فإن هذا ليس دقيقًا تمامًا. فالتأليف أكثر إثارة للجدل لهذا العمل؛ بالرغم من أنه بدأ هذا العمل، فإنه توفي قبل أن يستطيع إنهائه، وكان على الأرجح من نتاج أشخاص آخرين غير ألكساندر. كان هنالك عدد من «الشروحات» على كتاب الجُمل، ولكن يبدو أن تفسير ألكساندر كان أول تفسير رزين. وبالرغم من كونه أكثر أعمال ألكساندر أهمية، فلم يُكمَل، ما ترك المؤرخين يتساءلون عن موثوقية الكتابة وجودتها. أُخذ هذا بعين الاعتبار عندما فُحص الملخص بواسطة الأب فّيكتورين دوسيت لنسخٍ مختلفة منه. بدا أن المصادر تتسبب بمشكلة الملخص، «حَسَب أن هنالك 4814 اقتباسًا صريحًا و1372 اقتباسًا ضمنيًا من القديس أوغسطينوس، واستُشهد بأكثر من ربع النصوص في أساس الملخص».
أعلن روجر باكون أن مخلص ألكساندر، الذي صرحت جمعية من سبعين طبيبًا في إحدى المناسبات بأنه خالٍ من الأخطاء، وبالرغم من كونه ثقيلًا كوزن الحصان، فقد كان مليئًا بالأخطاء وأظهر جهلًا بالفيزياء والميتافيزيقيا وحتى المنطق.

### أعمال تاريخية أخرى
أثَّر ألكساندر في ألكساندر كاربنتر وكان يُخلط بينهما في بعض الأحيان، يترجم إلى فابري فبريسوس (ازدهر عام 1429)، الذي كان مؤلف ديستروكتوريوم فيجوروم، وهو كتاب ديني مشهور في القرنين الخامس عشر والسادس عشر. ألَّف كاربنتر أيضًا أعمالًا أخرى، مثل «أوميليه أيروديته» أو المواعظ المكتسبة.

## مساهمة تاريخية
قيل أن ألكساندر كان من بين أوائل الفلاسفة السكولاستيين الذين تعاملوا مع كتابات أرسطو المترجمة حديثًا. كَتب بين عامي 1220 و1227 كتابه بعنوان  تعليق على أربعة كتب من الجُمل لبيتر لومبارد (أُلف في منتصف القرن الثاني عشر)، الذي كان مهمًا بشكل خاص بسبب أنها كانت أول مرة يُستعمل فيها كتابٌ غير الإنجيل نصًا أساسيًا لدراسة اللاهوت. قاد هذا لتطور السكولاستية في اتجاه منظم أكثر، مُدشنًا تقليدًا مهمًا لكتابة الشروحات عن كتاب الجُمل باعتبارها خطوة أساسية في تدريب خبراء اللاهوت.

### سكولاستيّ العصور الوسطى
بفعله هذا، رَفع عمل لومبارد من مجرد مصدرٍ لاهوتيٍّ إلى الإطار الأساسي للأسئلة والمشكلات التي يمكن للخبراء تدريسه. نجا الشرح (أو التعليق كعنوان صحيح أكثر) بفضل تقارير الطلاب عن تعليم ألكساندر في الصف، وزَوَّدنا بلمحة على الطريقة التي دَرَّس فيها علماء اللاهوت تلامذتهم في عشرينيات القرن الثالث عشر. كتب الطلابُ أغلبَ أعماله على شكل ملاحظات عن تعاليمه الشفوية، كما هو الحال في التعليق و الأسئلة المختلف عليها، بالرغم من أن المحتوى هو له بالتأكيد.
بالنسبة لمعاصريه، كانت شهرة ألكساندر بالرغم من ذلك لا تنضب أن تكون اهتمامًا في المناظرة. تَشغل مناظراته قبل أن يُصبح فرانسيسكيًا أكثر من 1600 صفحة في إصدارهم الحديث. بقيت اسئلته محل خلاف بعد عام 1236 غير منشورة. كان ألكساندر واحدًا من أوائل السكولاستيين المشاركين في الكوادليبيتال، وهو حدث جامعي يجيب فيه الخبير على أي سؤال يطرحه أي طالب أو خبير على مدى ثلاثة أيام. بقيت أسئلة الكوادليبيتال الخاصة بألكساندر غير محررة.

### عالم لاهوت
في بداية عام 1236، دخل الرهبنة الفرنسيسكانية (عندما كان عمره 50 عامًا على الأقل) وكان أول فرانسيسكيٍ يشغل منصبًا في جامعة باريس. وقد شغل هذا المنصب فترة وجيزة قبل وفاته في باريس عام 1245. أنشأ مدرسة رسمية لعلم اللاهوت الفرانسيسكاني في باريس عندما أصبح فرانسيسكيًا، وكان من الواضح افتقار طلابه إلى الأدوات الأساسية للانضباط. فاستجاب ألكساندر عن طريق البدء بملخص اللاهوت الذي يُعرف الآن باسم ملخص الراهب ألكساندر. كان ألكساندر يستنتج بشكل رئيس من مناظراته الخاصة، ولكنه اختار أيضًا أفكارًا ونقاشاتٍ ومصادر من معاصريه. يُعالج فيها في الجزء الأول تعاليم الله وسماته، وفي الجزء الثاني، ما يتعلق بالخليقة والخطيئة، والخلاص والتكفير، وفي الجزء الرابع والأخير، ما يتعلق بالقربان المقدس. لم يكن هذا النص الهائل الذي وصفه روجر باكون بسخرية بأنه يزن بقدر حصان منتهيًا عند وفاته، وكُلِّف تلامذته ويليام من ميدلتون و جون الروبيلي بإكماله. وكان يُقرأ دون شكٍ من قبل الفرانسيسكانيين في باريس، ومن ضمنهم بونافنتورا.

## روابط خارجية
- ألكساندر الهالسي على موقع الموسوعة البريطانية (الإنجليزية)